# Mauro Mayer
Mauro Mayer (Jesolo, 16 novembre 1970) è un allenatore di calcio ed ex calciatore italiano.

## Biografia
È figlio di Danilo e nipote di Bruno Mayer, entrambi calciatori  professionisti.

## Caratteristiche tecniche
Dotato di buone qualità tecnica e intuizione nel gioco aereo, Mayer ricopriva il ruolo di centrale sia nella difesa a 4 che nella difesa a 3.

## Carriera

### Giocatore
Mayer debutta nel campionato di Serie D 1989-1990 con il Sandonà, arrivato poi terzo in classifica.
Nelle due stagioni successive gioca con più continuità in Serie C2: nel 1990-1991 con il Treviso (che però retrocederà in Serie D a fine stagione) e, poi, con il Pergocrema, 8º nel girone A 1991-1992.
Si trasferisce quindi al sud per militare nella categoria superiore con una squadra catanese, il Giarre, che nel 1992-1993 compie un'ulteriore impresa, confermando la quarta posizione ottenuta l'anno precedente nel girone B di Serie C1.
Mayer rimane in Sicilia, ma la stagione 1993-1994 è quello del fallimento per la squadra gialloblù. Tornato al Nord, disputa un altro campionato di Serie C1 (girone A) con il Palazzolo, ma la squadra retrocede in Serie C2.
Tornato in Serie C2 (girone B) alla società che lo aveva lanciato, il Sandonà, disputa un buon campionato, contribuendo all'agevole salvezza della squadra, poi giunta 10ª in classifica, e facendosi notare dai dirigenti di una delle squadre avversarie del girone, l'ambiziosa Ternana, che ne acquisisce le prestazioni. È la svolta per la carriera di Mauro Mayer.
Alla Ternana diventa difensore centrale di una squadra che, guidata da Luigi Delneri, otterrà due promozioni di fila, mantenendo un'imbattibilità di ben 39 gare consecutive a cavallo dei due vittoriosi campionati. Tra i compagni di reparto di Mayer, in questa difesa, si possono annoverare Cristian Silvestri e Cristian Stellini; durante il prosieguo delle rispettive carriere, i tre riusciranno, con squadre diverse, ad ottenere altre promozioni ed a giocare in Serie A.
Nel 1998-1999 Mayer continuò la carriera con la maglia rossoverde, esordendo quindi in Serie B, ma l'anno fu travagliato e costellato da continui cambi al vertice dell'area tecnica. La salvezza arrivò soltanto all'ultima giornata in uno scontro diretto casalingo contro la Fidelis Andria, battuta per 2-1.
Nell'anno successivo si trasferì al Modena, diventando titolare inamovibile nella difesa della squadra trainata da Gianni De Biasi. Dopo una salvezza in Serie C1 (12º posto finale), anche a Modena Mayer fu tra i protagonisti di una doppia promozione consecutiva, ma dalla Serie C1 alla Serie A, vincendo anche la Supercoppa di Serie C nel 2000-2001. Con i canarini Mayer militò a lungo, contribuendo alla salvezza della squadra in Serie A nella stagione 2002-2003, e diventandone anche capitano. Dopo due campionati in A, però, arrivò la retrocessione degli emiliani al termine della stagione 2003-2004.
Mayer rimase in Emilia un ulteriore anno, con la squadra giunta all'ottavo posto finale in Serie B.
Lascia Modena dopo 6 stagione, di cui 3 da capitano, dove colleziona 159 presenze e 3 reti.
Si trasferì nell'estate 2005 alla Pistoiese, tornando così in Serie C1. La stagione inizialmente si rivelò sofferta per una squadra tanto impenetrabile in difesa quanto asfittica in attacco, che però seppe salvarsi grazie ad una rimonta finale, sino ad arrivare al 9º posto.
Il 2006-2007 vede Mayer prender parte della rosa della neo-promossa in Serie C1 Venezia. La squadra si classifica 4º, ma poi perde ai play-off contro il Pisa la possibilità di tornare in Serie B.
Mauro Mayer nella stagione 2007-2008 è approdato alla Canavese, giunta 6ª nel girone A della Serie C2.
Dal 2009 milita invece nella Virtus Castelfranco in Serie D, dove gioca fino al 2011, quando conclude la propria carriera da calciatore.

### Allenatore
Dal giugno 2011 assume l'incarico di allenatore degli Allievi Regionali del Sassuolo.
Da agosto 2013 assume l'incarico di allenatore degli Allievi Nazionali sempre del Sassuolo.
Da agosto 2015 assume l'incarico di allenatore degli Allievi del Venezia
Da agosto 2021 assume l'incarico di allenatore della prima squadra del Nonantola, portandola alla vittoria del campionato provinciale di Seconda Categoria con 4 giornate di anticipo e terminando il campionato con 21 punti di distacco dalla seconda.

## Palmarès

### Giocatore

#### Competizioni nazionali
- Serie C2: 1

Ternana: 1996-1997
- Serie C1: 1
- Ternana: 1997-1998
- Serie C1: 1

Modena: 2000-2001
- Serie B: 1

Modena: 2001-2002
- Supercoppa di Lega di Serie C: 1

Modena: 2001